# Östringer Steine

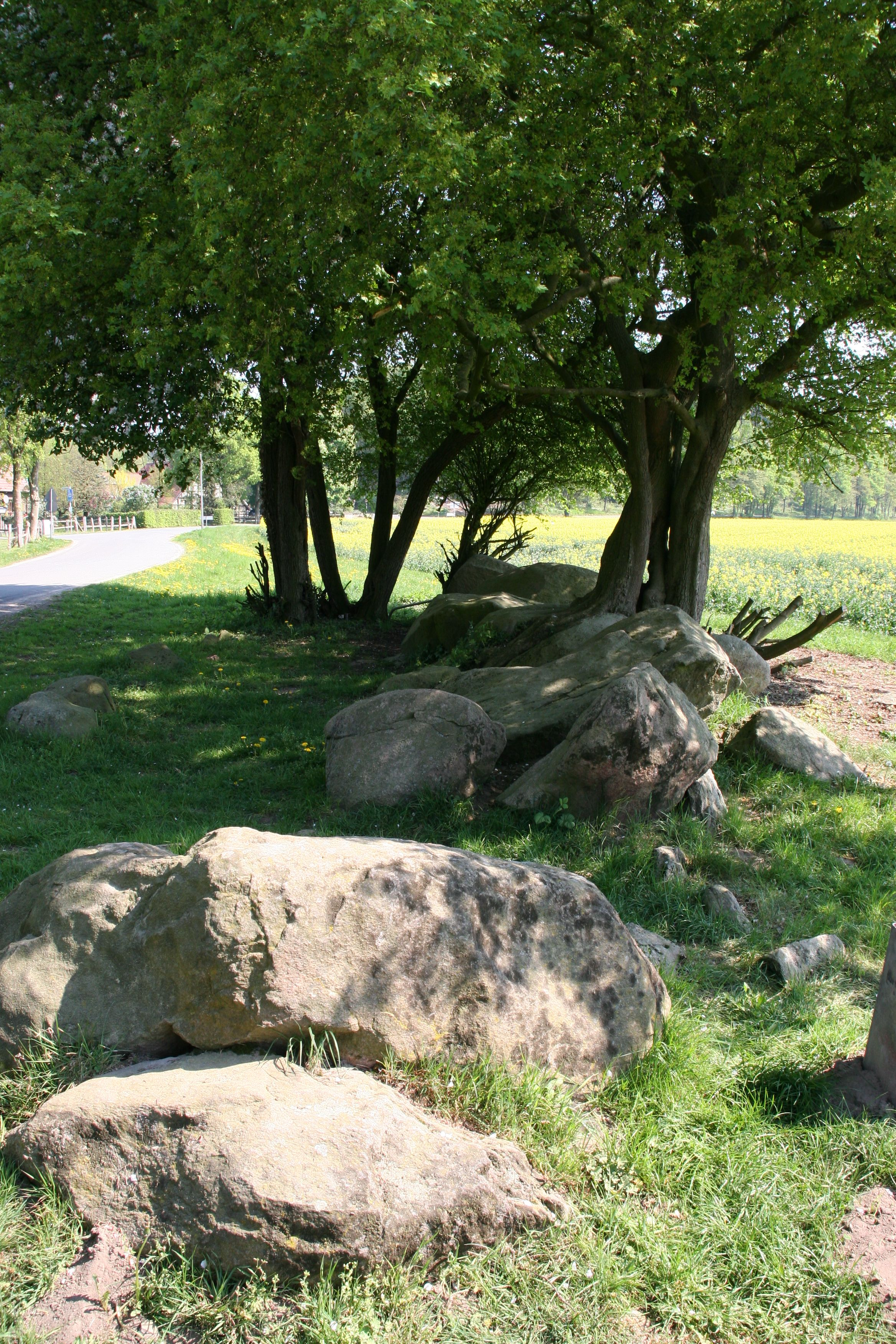
Östringer Steine I

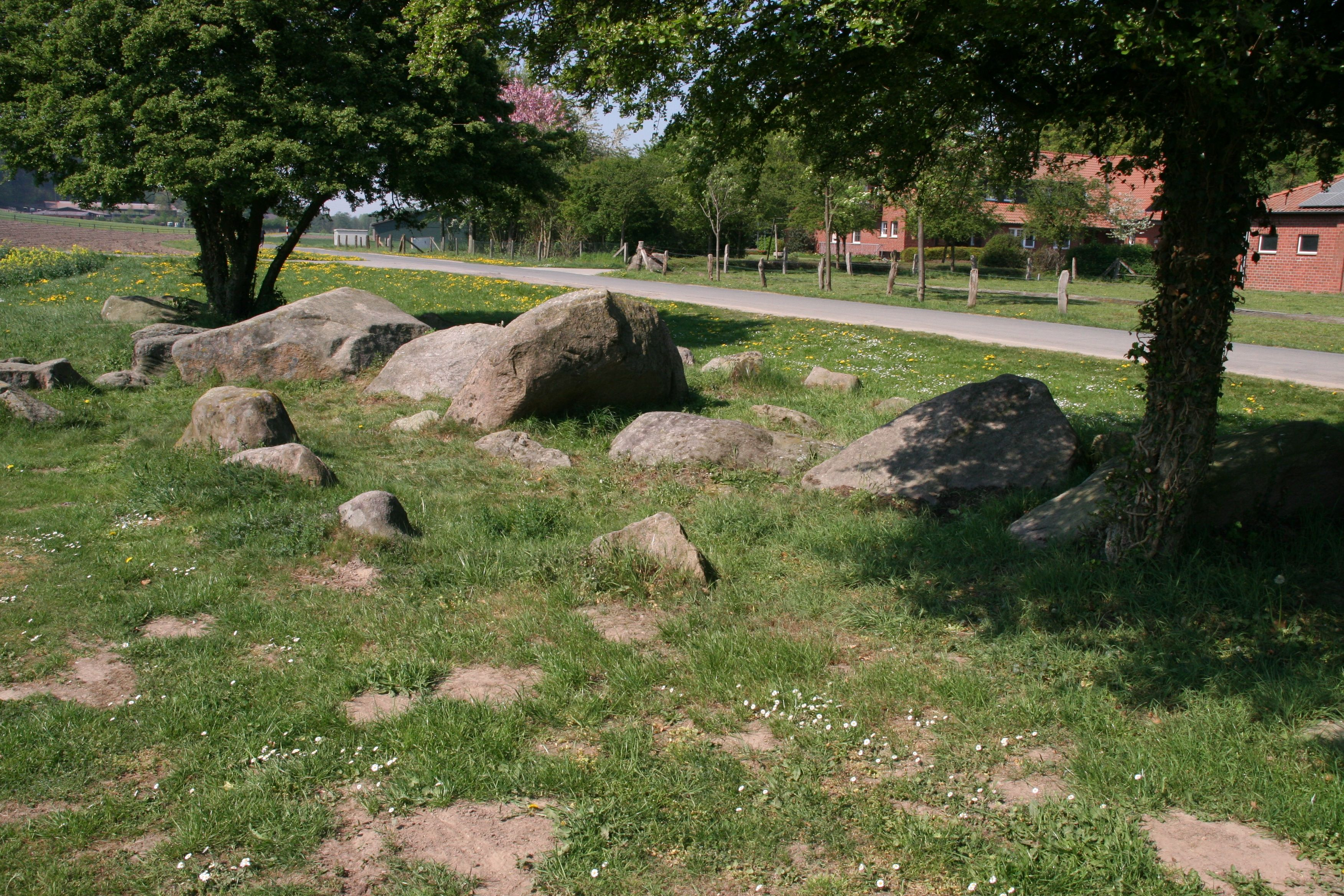
Östringer Steine II

De Östringer Steine zijn drie sterk beschadigde hunebedden uit het neolithicum van het type ganggraf. Ze zijn bekend als Sprockhoff-Nr. 911, 912 en 913. 
De Östringer Steine I en II behoren tot de Straße der Megalithkultur, de Östringer Steine III behoort niet tot deze route.
De hunebedden werden gebouwd tussen 3500 en 2800 v.Chr. en worden toegeschreven aan de Trechterbekercultuur. 
De stenen liggen ten noorden van de Dodesheide direct aan de straat (Östringer Weg) van Rulle naar Haste in Nettetal, gelegen in Osnabrück, Landkreis Osnabrück, Nedersaksen. In de buurt van de Östringer Mühle ligt Östringer Steine III en daar tegenover, aan de zuidelijke straatkant, liggen I en II. Alle hunebedden werden door een ovale steenkrans omgeven, er zijn slechts enkele stenen daarvan bewaard gebleven. Bij opgravingen werden pijlpunten, keramiek en botresten aangetroffen.
In de omgeving liggen de Helmichsteine, de Schwedenschanze von Belm en de Wittekindsburg von Rulle (volgens de verhalen een burcht van Widukind).

## Östringer Steine I
Volgens Ernst Sprockhoff gaat het bij Sprockhoff-Nr. 913 om een in de bodem ingegraven kamer die ongeveer 15 meter lang is. Het bouwwerk  lijkt sterk op de naastgelegen Östringer Steine II. Er zijn nog resten van negen dekstenen, een draagsteen en talrijke kransstenen.

## Östringer Steine II
De oorspronkelijk meer dan 15 meter lange kamer is bekend als Sprockhoff-Nr. 912. De kamer werd door een steenkrans omringd, waarvan nog talrijke stenen bewaard zijn gebleven. Er zijn geen resten van een dekheuvel aangetroffen. Er zijn nog acht van de oorspronkelijk elf dekstenen aanwezig. Ook zijn er nog brokstukken van andere stenen te zien. De meeste draagstenen zijn verdwenen. Vermoedelijk was de kamer in de bodem ingegraven. De door Sprockhoff getekende stenen aan de oostkant zijn in de huidige tijd niet meer aanwezig.

## Östringer Steine III
Ten westen van de boerderij loopt een veldweg naar het noordoosten.  
Westlich des Gehöftes führt ein Feldweg nach Nordosten. Aan het einde ligt het sterk beschadigde ganggraf met Sprockhoff-Nr. 911 achter een hek op het privé terrein. Volgens Sprockhoff had dit hunebed oorspronkelijk zes dekstenen en was het 9,6 bij 2,3 meter groot.